# Mesophytikum
| Ärathem (Tiere)                                                                     | Ärathem (Pflanzen) | System        |
| ----------------------------------------------------------------------------------- | ------------------ | ------------- |
| Känozoikum                                                                          | Känophytikum       | Quartär       |
| Känozoikum                                                                          | Känophytikum       | Neogen        |
| Känozoikum                                                                          | Känophytikum       | Paläogen      |
| Mesozoikum                                                                          | Känophytikum       | Kreide        |
| Mesozoikum                                                                          | Mesophytikum       | Kreide        |
| Mesozoikum                                                                          | Jura               |               |
| Mesozoikum                                                                          | Trias              |               |
| Paläozoikum                                                                         | Perm               |               |
| Paläozoikum                                                                         | Perm               | Paläophytikum |
| Paläozoikum                                                                         | Karbon             |               |
| Paläozoikum                                                                         | Devon              |               |
| Paläozoikum                                                                         | Silur              |               |
| Paläozoikum                                                                         | Ordovizium         |               |
| Paläozoikum                                                                         | ???                |               |
| Vergleich der Epochen aus der Paläozoologie (Tiere) mit der Paläobotanik (Pflanzen) |                    |               |

Das Mesophytikum (altgriechisch μέσος mésos, deutsch ‚mittig‘ und φυτικός phytikós, deutsch ‚pflanzlich‘) ist ein erdgeschichtlicher Zeitabschnitt, in dem die Nacktsamigen Pflanzen (Gymnospermen) die vorherrschenden Pflanzen bildeten. Der Begriff wurde 1941 von dem Geologen Kurd von Bülow in Analogie zu Mesozoikum gebildet.
Der Beginn des Mesophytikums an der Grenze vom Unter- zum Oberperm wurde ursprünglich mit einem Aussterbeereignis in Verbindung gebracht, nach neueren Erkenntnissen lässt sich allerdings keine scharfe Grenze definieren, da der Übergang von den Farnartigen Pflanzen (Pteridophyta) zu den Gymnospermen allmählich ablief und erst in der Trias abgeschlossen war. Das Ende des Mesophytikums fällt mit der Grenze Unter-/Oberkreide zusammen, als die Bedecktsamigen Pflanzen (Magnoliopsida, früher Angiospermen) zur dominierenden Klasse der Samenpflanzen wurden.

## Galerie einiger Überbleibsel der mesophytischen Flora

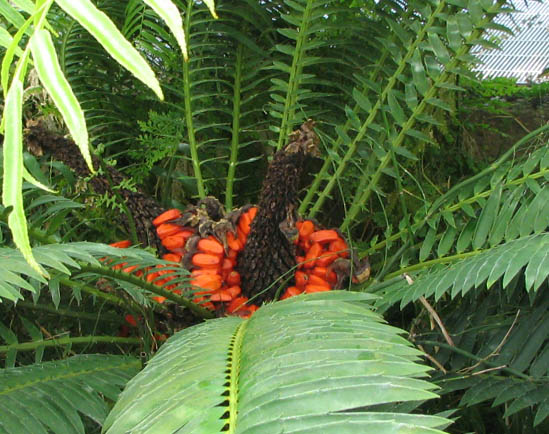
Encephalartos lebomboensis, Zamiaceae, Palmfarne (Cycadophyta), mit reifen Samen
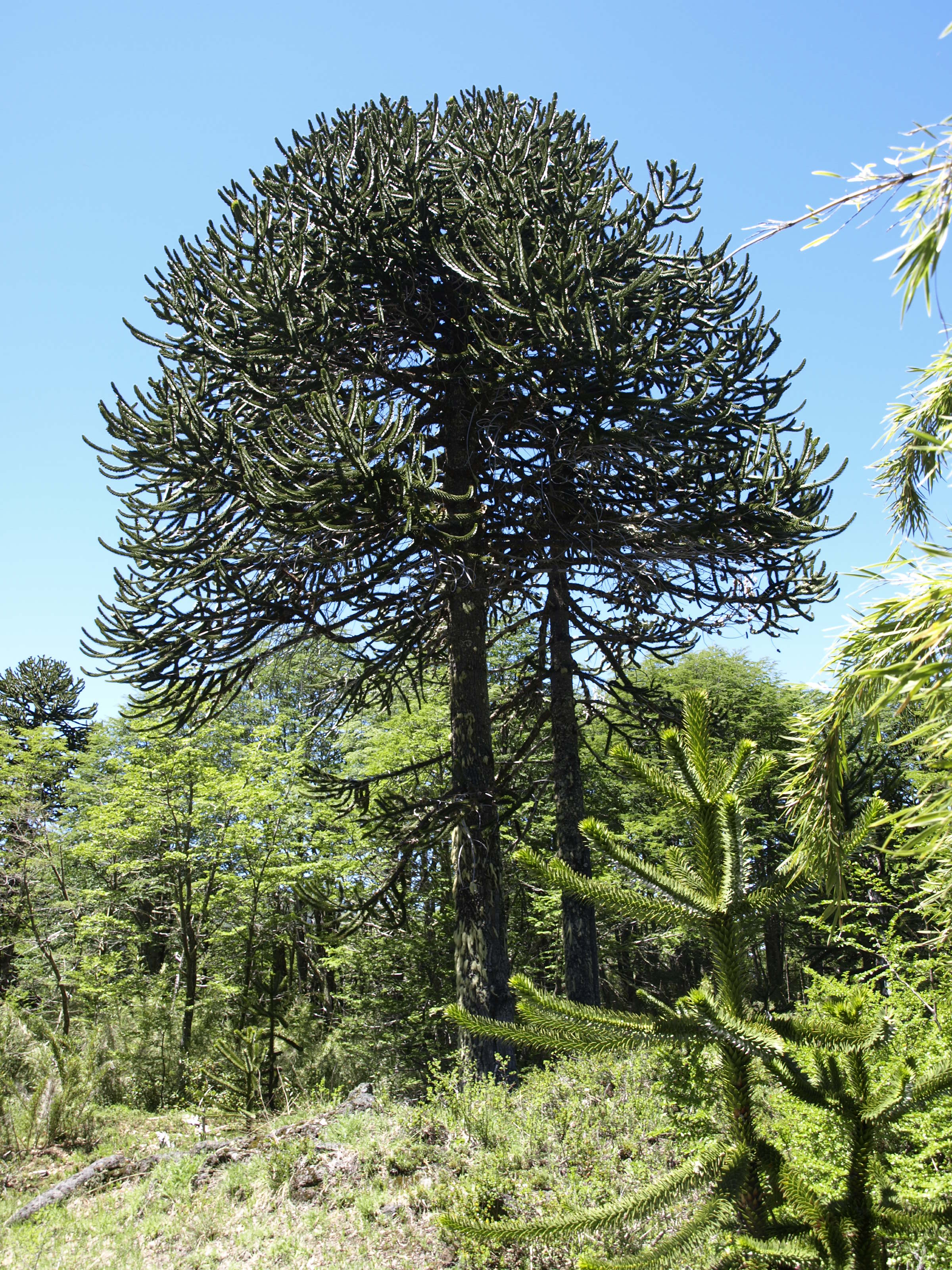
Araucaria araucana (población andina) aus dem Parque Nacional Villarrica, Chile
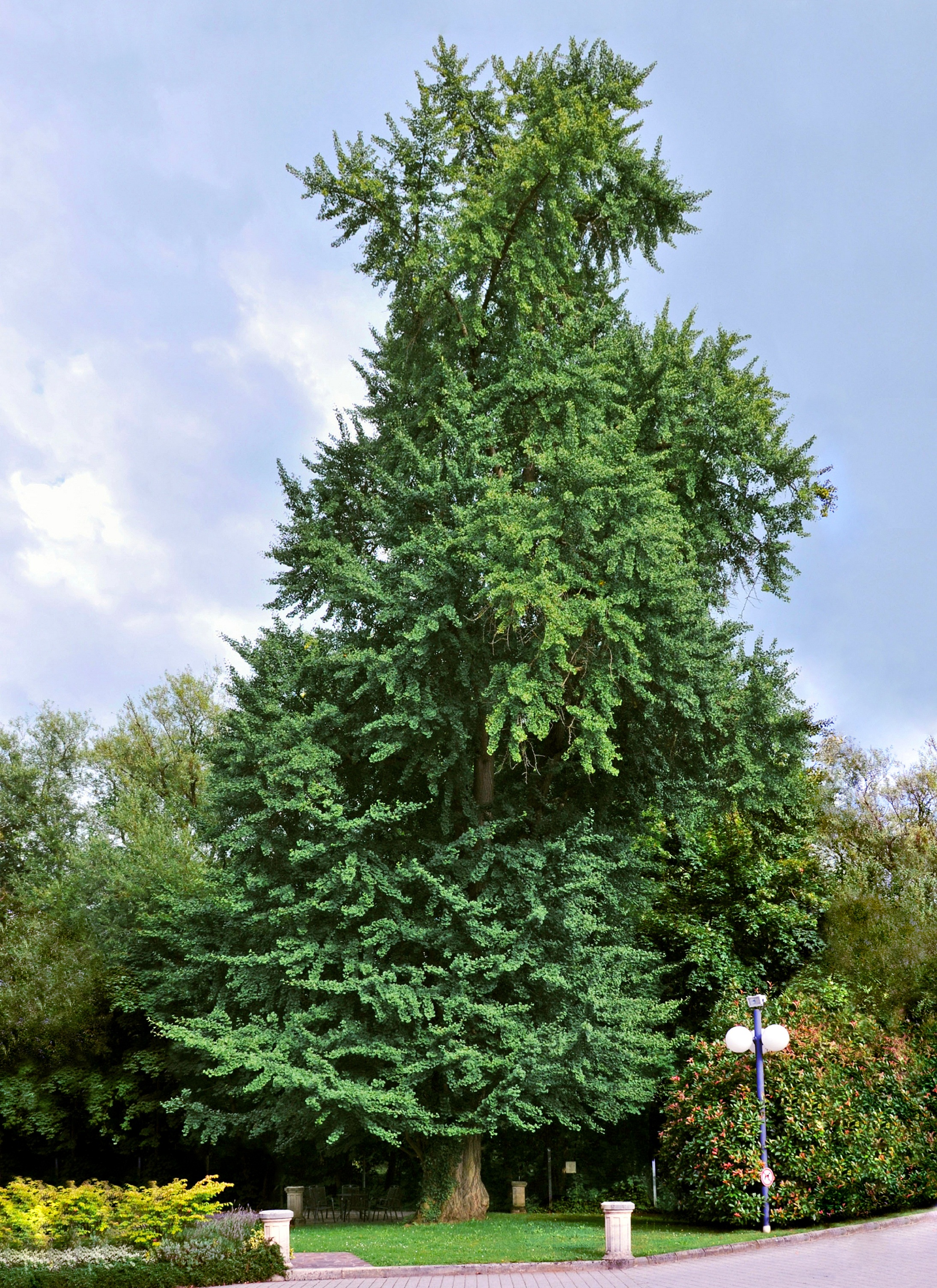
Ginkgo biloba